# Szelmostwa Skapena
Szelmostwa Skapena (fr. Les Fourberies de Scapin) – trzyaktowa sztuka Moliera inspirowana komedią antyczną (w szczególności sztuką Formion Terencjusza) oraz włoską commedia dell’arte. Po raz pierwszy wystawiona w Théâtre du Palais-Royal 24 maja 1671 roku przez Trupę Króla, którą kierował Molier. Wydarzenia komedii rozgrywają się w Neapolu.

## Streszczenie
Podczas gdy jego ojciec przebywa w podróży Oktaw, syn Arganta, zakochuje się i żeni z Hiacyntą, młodą, biedną dziewczyną nieznanego pochodzenia. Tymczasem Argant zamierza ożenić syna z córką Geronta z Tarentu. Również pod nieobecność swego ojca Leander, syn Geronta i przyjaciel Oktawa, zakochuje się w Zerbinecie, młodej Cygance.
W obliczu niespodziewanego powrotu Arganta, Oktaw, zaniepokojony, iż reakcja ojca na wieść o jego ożenku może być gwałtowna oraz potrzebując pieniędzy ucieka się do pomocy Skapena, służącego Leandra. Leander dowiaduje się o porwaniu dla okupu jej ukochanej przez Cyganów i również prosi o pomoc Skapena.
Dzięki zuchwałym podstępom i intrygom Skapen uzyskuje niezbędne środki dla Oktawa i Leandra od ich ojców. Intrygi Skapena jednak się wydają i szczęśliwe dla amantów zakończenie jest możliwe nie tyle dzięki przemyślnym konceptom i fortelom Skapena, co dzięki zaskakującemu odkryciu, iż Hiacynta jest zaginioną córką Geronta, a Zerbineta córką Arganta, porwaną przez Cyganów w dzieciństwie.

## Postaci
- Argant (Argante) – bogaty mieszczanin, ojciec Oktawa i Zerbinety
- Geront (Géronte) – bogaty mieszczanin, ojciec Leandra i Hiacynty
- Oktaw (Octave) – syn Arganta, kochanek Hiacynty
- Leander (Léandre) – syn Geronta, kochanek Zerbinety
- Zerbineta (Zerbinette) – uważana za Cygankę, córka Arganta i kochanka Leandra
- Hiacynta (Hyacinte) – córka Geronta i kochanka Oktawa
- Skapen (Scapin) – służący Leandra
- Sylwester (Silvestre) – służący Oktawa
- niania (Nérine) – opiekunka Hiacynty

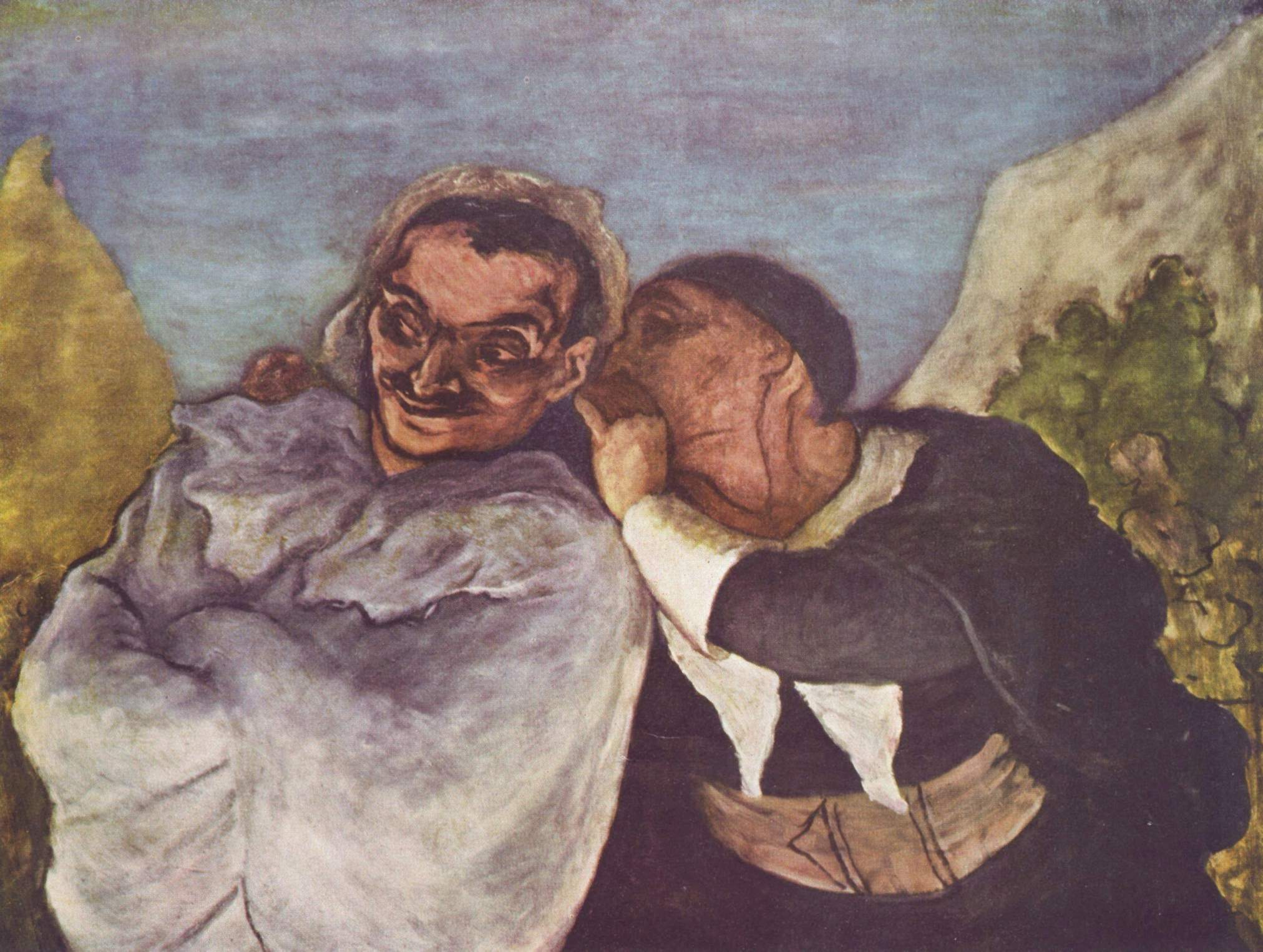
Crispin i Scapin
obraz Honoré Daumier

- Karlo (Carle) – szelma
- dwóch portierów

## Pierwsza obsada
Pierwotnie rolę Skapena grał sam Molier. La Thorillière występował w roli Sylwestra, Mlle Beauval w roli Zerbinety, Du Croisy w roli Geronta, Hubert w roli Arganta, La Grange w roli Leandra, Baron w roli Oktawa oraz Catherine de Brie lub Armande w roli Hiacynty. Według Jacques’a Copeau oryginalnie sztuka wystawiana była przy użyciu masek, zgodnie z tradycją commedia dell’arte, jednak pewne jest to jedynie w przypadku ról Arganta i Geronta.

## Inscenizacje
Szelmostwa Skapena zostały po raz pierwszy wystawione przez Trupę Króla (Troupe du Roi) w niedzielę 24 maja 1671 w Théâtre du Palais-Royal. Sztuka miała być wystawiana do czasu zakończenia montażu maszyn potrzebnych do wystawiania Psyché, która premierę miała na dworze królewskim 17 stycznia 1671. Szelmostwa Skapena nie odniosły jednak sukcesu, wpływy z biletów szybko spadały. Po 18 spektaklach, 24 lipca 1671, zostały zastąpione przez Psyché i nie były już więcej wystawiane za życia Moliera, którego wymagająca rola Skapena bardzo wyczerpała. Po śmierci Moliera sztuka zyskała jednak duże uznanie: od 1673 do 1715 była wystawiana w Paryżu 197 razy, choć tylko 3 razy na dworze królewskim. Od utworzenia Comédie-Française do naszych czasów grano ją 1340 razy. W 1990 rolę Skapena odtwarzał Daniel Auteuil (inscenizacja w Awinionie).

## Adaptacje filmowe
- Les Fourberies de Scapin, film telewizyjny zrealizowany przez Jeana Kerchbrona, pokazany po raz pierwszy w 1965
- Les Fourberies de Scapin, film zrealizowany przez Rogera Coggio, wyświetlany w kinach w 1980